# 바르카 (소리아주)

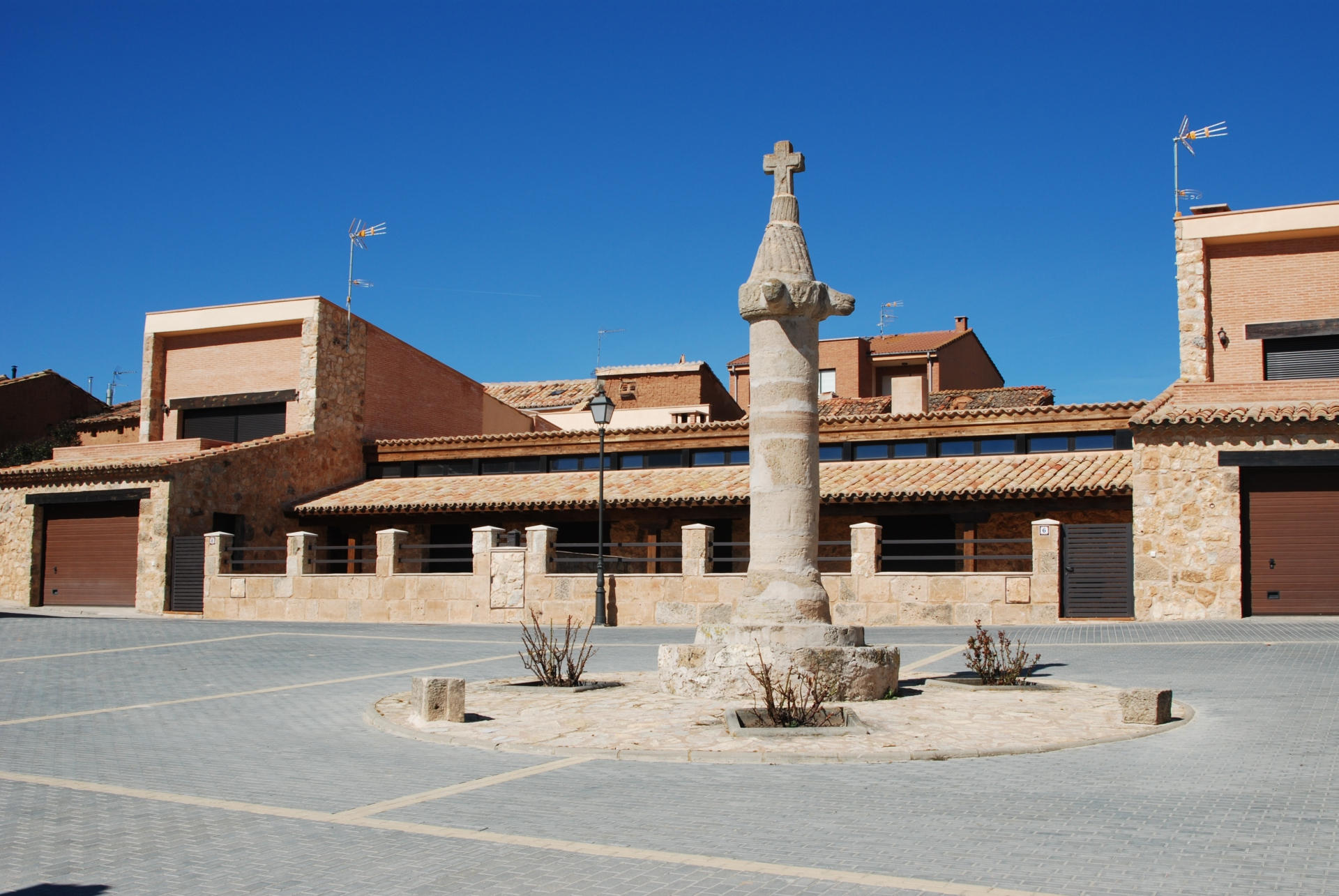

바르카(스페인어: Barca)는 스페인 카스티야이레온 지방 소리아주의 도시이다.